# Talara hoffmanni
Talara hoffmanni là một loài bướm đêm thuộc phân họ Arctiinae, họ Erebidae.